# Sonny Crockett
James "Sonny" Crockett är en fiktiv huvudperson i 1980-talsserien Miami Vice. Sonny Crockett är en polis som spelas av Don Johnson i TV-serien och i filmen av Colin Farrell.
Crockett bär ofta blazer och kör gärna exklusiva sportbilar., helst av märket Ferrari Han bor i en båt, St. Vitus Dance och har en alligator som husdjur. Sonny Crockett blev något av en stilikon på 1980-talet.
Som Sonny Crockett blev Don Johnson så känd att han fick spela in låten "Heartbeat" under Miami Vice-tiden; den nådde dock bara måttlig framgång. Det uppmärksammades dock av SVT som gjorde ett långt reportage om Don Johnsons musikkarriär vid sidan av rollen som Sonny Crockett. 